# Список сеньоров и графов Кастра
Граф Кастра (фр. comte de Castres) — титул правителя средневекового французского графства Кастр, которое располагалось на территории современного французского департамента Тарн. Центром графства был город Кастр-ан-Альбижуа. 
Первоначально Кастр был сеньорией, которая с 1211 года находилась под управлением одной из ветвей династии Монфор-л’Амори. В 1300 году Кастр посредством брака унаследовали графы Вандома. В 1356 году король Франции Иоанн II Добрый возвёл Кастр в статус графства.

## Сеньоры Кастра
Дом Монфор-л’Амори

Герб дома Монфор-Кастр

- 1211—1228: Ги де Монфор (ум. 31 января 1228), сеньор де Ла-Ферте-Аль и де Бретанкур, сеньор де Кастр-ан-Альбижуа с 1211, регент графства Сидон в 1205—1210, сын Симона IV де Монфор
- 1228—1239 : Филипп I (1202 — 12 августа 1240), сеньор де Ла-Ферте-Аль, де Бретанкур и де Кастр-ан-Альбижуа 1228—1239, сеньор Торона 1239—1257, сеньор Тира с 1246, претендент на трон Армении, сын предыдущего
- 1239—1270: Филипп II Молодой  (ум. 24 сентября 1270), сеньор де Бейн, сеньор де Кастр-ан-Альбижуа, де Ла-Ферте-Аль и де Бретанкур с 1239, сын предыдущего
- 1270—1300: Жан I (ум. 1/3 декабря 1300), сеньор де Кастр-ан-Альбижуа, де Ла-Ферте-Аль и де Бретанкур с 1270, граф ди Сквилаче (Жан II) с 1283, сын предыдущего
- 1300—1338: Элеонора (ум. после 18 мая 1338), дама де Кастр-ан-Альбижуа, де Ла-Ферте-Аль и де Бретанкур с 1300, сестра предыдущего
муж: с 1295/1302 Жан V (ум. после 18 мая 1315), граф Вандома

Монтуарский дом

Герб графов Вандома из Монтуарской династии

- 1300/1302—1314: Жан II (ум. после 18 мая 1315), граф Вандома (Жан V) с 1271, сеньор де Кастр-ан-Альбижуа, де Ла-Ферте-Аль и де Бретанкур (Жан II) с 1300/1302 (по праву жены), Муж Элеоноры де Монфор
- 1338—1353: Бушар I (ум. 26 февраля 1353), граф Вандома (Бушар VI) с 1315, сеньор де Кастр-ан-Альбижуа, де Ла-Ферте-Аль и де Бретанкур (Бушар I) с 1338, сын предыдущего
- 1353—1356: Жан III (ум. 1/22 февраля 1364), граф Вандома (Жан VI) с 1271, сеньор де Кастр-ан-Альбижуа, де Ла-Ферте-Аль и де Бретанкур (Жан III) с 1353, граф Кастра (Жан I) с 1356

## Графы Кастра
Монтуарский дом
- 1356—1364: Жан I (III) (ум. 1/22 февраля 1364), граф Вандома (Жан VI) с 1271, сеньор де Кастр-ан-Альбижуа, де Ла-Ферте-Аль и де Бретанкур (Жан III) с 1353, граф Кастра (Жан I)
- 1364—1371: Бушар I (II) (ум. 16 ноября 1371), граф Вандома (Бушар VII) и Кастра (Бушар I) с 1364, сын предыдущего
- 1371—1372: Жанна (1371 — 1372), графиня Вандома и Кастра, дочь предыдущего
  - 1371—1372: Жанна де Понтье (ум. 30 мая 1378), дама д'Эпернон, регент Вандома и Кастра в 1371—1372, вдова графа Жана VI де Вандом
- 1372—1403: Екатерина (ум. 1 апреля 1412), графиня Вандома и Кастра с 1372, дочь графа Жана VI де Вандом
муж: Жан I де Бурбон, граф де Ла Марш

Бурбоны (ветвь Бурбон-Ла-Марш)

Герб графов де Ла Марш из династии Бурбонов

- 1372—1393: Жан II (1344—1393), граф де Ла Марш (Жан I) с 1362, граф Вандома (Жан VII) с 1372, граф Кастра (Жан II) с 1372, муж Екатерины де Вандом
- 1393—1435: Жак I 1370 — 24 сентября 1438, Безансон), граф де Ла Марш 1393—1435 (Жак II), граф Кастра 1403—1435, сын предыдущего. В 1435 году стал монахом.
- 1435—1463: Элеонора (ум. 1463), графиня де Ла Марш и де Кастр с 1435, дочь предыдущего
муж: с 1429 Бернар д'Арманьяк (1400—1462), граф де Пардиак

Арманьяки (ветвь графов де Пардиак)

Герб графов Ла Марш из династии Арманьяков

- 1435—1462: Бернар I (29 марта 1400 — 1462), граф де Пардиак (Бернар II) с 1418, виконт де Карла и де Мюра (Бернар I) с 1427, граф де Ла Марш и де Кастр (Бернар I) с 1435, титулярный герцог Немурский, муж Элеоноры де Бурбон
- 1462—1476: Жак II (1437 — 4 августа 1477), граф де Кастр (Жак II), де Пардиак (Жак I) и де Ла Марш (Жак III), виконт де Карла и де Мюра 1462—1476, герцог Немурский 1464—1476, сын предыдущего

В 1476 году владения Жака д’Арманьяк были конфискованы королём Людовиком XI. Из них Кастр был передан королём одному из своих офицеров — Боффилю де Жюжу.
Дом де Жюж
- 1476—1494: Боффиль де Жюж (ум. 1502), граф Кастра в 1476—1494

В 1494 году Боффиль уступил Кастр брату своей жены — Алену д'Альбре.
Альбре

Герб династии Альбре

- 1494—1519: Ален Великий (ум. 1522), сеньор д’Альбре с 1471, виконт де Тарта с 1468, граф де Гор, граф Перигора и виконт Лиможа 1462—1484, граф Кастра 1494—1519

После смерти в 1502 году Боффиля де Жюжа право Алена на право владения графством Кастр было оспорено Луизой де Жюж, дочерью Боффиля. Спор продолжался до 1519 года, когда король Франциск I, недовольный спором, конфисковал Кастр и присоединил его к королевскому домену.